# ترزیا وانسووا
ترزیا وانسووا (انگلیسی: Terézia Vansová؛ ۱۸ آوریل ۱۸۵۷ – ۱۰ اکتبر ۱۹۴۲) نویسنده، شاعر، و ویراستار اهل اسلواکی بود. او که شعر را به آلمانی و اسلواکی می‌نوشت، اولین ژورنال دنیکای زنان اسلواکی را تأسیس کرد و به نوشتن نمایشنامه‌ها و رمان‌ها ادامه داد. او به خاطر رمانی که در سال ۱۸۸۹ نوشت و برای دختران مناسب به نظر می‌رسید، بسیار مشهور شد.